# Graphogaster nuda
Graphogaster nuda är en tvåvingeart som först beskrevs av Brooks 1942.  Graphogaster nuda ingår i släktet Graphogaster och familjen parasitflugor.
Artens utbredningsområde är British Columbia. Inga underarter finns listade i Catalogue of Life.